# Price's Candles
Price's Patent Candles, fondata nel 1830, è un produttore di candele inglese con sede centrale a Bedford. Detiene il mandato Reale - Royal Warrant - in nome di Sua Maestà la Regina Elisabetta II del Regno Unito.

## Storia
William Wilson, dopo aver vissuto nel 1812 il crollo delle ferriere del padre durante la crisi economica delle guerre Napoleoniche, viaggiò a sud di Londra diventando così un commerciante di successo con la Russia. All’età di 58 anni il suo socio in affari lo invitò a intraprendere una nuova avventura: la fabbricazione di candele. 
L’unica alternativa economica disponibile alla cera d’api per produrre candele in quel periodo era il sego, una forma purificata di grasso di manzo e montone. 
I ricchi e la chiesa potevano permettersi di bruciare candele composte interamente da cera d’api; i poveri, invece, per non vivere nell’oscurità, erano costretti a creare le proprie candele con il sego e gli stoppini di giunco. Il sego era sicuramente un materiale più economico ma aveva delle problematiche legate alla grande quantità di fumo, il cattivo odore e l'eccessiva colata di cera.

### Mandato Reale
Nel 1840 riuscirono ad ottenere un prodotto di prima qualità che fu acquistato ed utilizzato per il matrimonio della Regina Vittoria. Si tramanda che la sera del matrimonio della monarca ogni famiglia fedele bruciasse una candela alla finestra dell’ingresso. La sera del 20 febbraio 1840 le nuove candele Price’s illuminarono la maggior parte delle finestre di Londra. 
Nel 1847, Edward Price & Co. diventa Price’s Patent Candles. Dal 1850 Price’s Candles è in possesso del Royal Warrant. Oggi detiene il mandato reale in nome di Sua Maestà la Regina Elisabetta II del Regno Unito. Lo status speciale della società come titolare del mandato la rende fornitore esclusivo di candele per la Regina.

## Innovazioni

### Tecnologie
Per colmare il divario tra le due tipologie di candele, nel 1830 William Wilson e il suo socio sfruttarono una nuova materia prima: le noci di cocco. Lavorandole attraverso un processo brevettato (separazione idraulica dei grassi), riuscirono a creare una nuova candela. In seguito a questa scoperta, aprirono la loro prima fabbrica di candele a Vauxhall sul Tamigi nel sud-ovest di Londra e investirono in mille acri di piantagione di noci di cocco nello Sri Lanka. I risultati iniziali non furono quelli sperati ma, grazie all’abolizione delle tasse sulle candele nel 1831 e al miglioramento dei processi chimici per ottenere grassi solidi nel 1835, l’azienda consolidò la sua presenza sul mercato.
Nel 1820 Michel Eugène Chevreul, chimico francese, scoprì la saponificazione processo che permetteva di separare i componenti liquidi e solidi dalla soluzione attraverso la mescolazione di un forte alcali con grassi animali o vegetali. Il figlio di William Wilson, George, sperimentando la saponificazione si rese conto che, aggiungendo un ulteriore passaggio di distillazione con il vapore ad alta pressione, si riusciva a raffinare il sego e gli oli vegetali per produrre un grasso bianco più duro e puro: la stearina. Come conseguenza di queste scoperte Price’s Candles iniziò ad utilizzare la stearina per la produzione delle proprie candele che, bruciavano brillantemente senza fumo e senza odore.
Proseguendo con le sue ricerche George scoprì che poteva sfruttare una nuova materia prima per la produzione delle sue candele: l’olio di palma. Questo materiale venne già utilizzato dai produttori di sapone, ma il suo colore arancio-marrone non lo rendeva appetibile alla vista. Per poterlo utilizzare George, ideò un processo per pulire l’olio di palma con acido solforico creando così, una nuova fonte di grasso a basso costo. 
L’attuale Ghana, Nigeria e Togo, primi produttori di olio di palma, erano anche il centro del commercio degli schiavi africani. Nel 1833, in Gran Bretagna avvenne l'abolizione della tratta degli schiavi a differenza degli Stati Uniti, Brasile e Arabia dove invece continuava.
Con La crescita dell’utilizzo dell’olio aumentava la domanda di manodopera per l’estrazione del prodotto avendo, come conseguenza, l’aumento di richiesta di lavoro in loco e la conseguente diminuzione del numero di persone impiegate nella tratta degli schiavi. 
Essendo la schiavitù, diventata molto impopolare in Gran Bretagna, i prodotti creati senza lo sfruttamento di schiavi e quindi politicamente corretti come le candele all’olio di palma Price’s Candles, divennero i più comprati.
Price’s Candles acquisì una reputazione per l’innovazione, oltre alla chimica industriale svilupparono processi di produzione di massa. Nel 1849, installarono un sistema ferroviario che, spostava gli stampi di candela in giro per la fabbrica. Nel 1864, un nuovo metodo di espulsione delle candele dagli stampi con aria compressa rendeva possibile una produzione di 14 tonnellate di candele al giorno. Un decennio dopo, l’aumento della meccanizzazione permise a Price’s Candles di produrre 32 milioni di nightlights all’anno dominando il mercato.

### Lavoro
Nel 1840 l’azienda assunse 84 dipendenti; nel 1855, con una fabbriche a Londra ed una a Liverpool, il numero di dipendenti salì a 2.300 di cui 1.200 minorenni. In quel periodo, il lavoro minorile era piuttosto comune visto il basso costo, la flessibilità e la possibilità di far svolgere lavori non praticabili dagli adulti. Il pubblico britannico non tollerava il lavoro minorile tanto quanto la schiavitù. George condivideva questo pensiero ma, non potendo fare a meno di assumere lavoratori minori cercò di migliorarne la posizione introducendo benefici aziendali: 
i ragazzi avevano un armadietto privato nel quale riporre il proprio testamento, il libro delle preghiere e il libro di aritmetica con la lavagnetta; venivano incoraggiati a partecipare a funzioni religiose tutte le mattine e ad andare a scuola la sera; d’estate venivano premiati con partite di cricket e gite. Inoltre, gli venivano servite le colazioni, le cene e bagni caldi gratuiti.
L’atteggiamento progressista di Price’s Candles continuò oltre alla famiglia Wilson tanto che acquistarono terreni a Bromborough Pool per l’azienda di Liverpool, dove costruirono un villaggio di 147 case per la forza lavoro con una chiesa, una scuola, dei negozi e una biblioteca. Altri esempi dell’approccio lungimirante dell’azienda nei confronti dei suoi dipendenti sono stati: l’introduzione nel 1869 di un regime di partecipazione agli utili per tutto il personale e una pensione contributiva per i dipendenti nel 1893 – fu infatti, la prima azienda nel paese ad includere gli operai.

### Lubrificanti
I processi di produzione della stearina di Price’s Candles gli diedero un netto vantaggio commerciale rispetto ai loro concorrenti ancora produttori di candele di sego. Tuttavia, i processi di saponificazione e distillazione utilizzati, richiedevano una quantità di materia prima pari a due volte e mezzo quella richiesta dai processi dei concorrenti. Per riuscire ad essere competitivi con i costi dovevano trovare un modo per utilizzare i prodotti di scarto. George scoprì che l’oleina, il grasso liquido scarto della saponificazione, poteva essere utilizzato come olio lubrificante leggero. Questo fu il primo passo per lo sviluppo di una nuova gamma di lubrificanti specifici per fucili, macchine da cucire, biciclette, motori a vapore e a gas. Tra i maggiori acquirenti di questo prodotto si classificarono la moto Norton che, vinse a Le Mans negli anni ’20 e la Rolls-Royce che addirittura lo definì “la Rolls Royce dei lubrificanti per la Rolls Royce delle auto”. Nel 1928 Price’s Candles ricevette il [Royal Warrant|Mandato Reale] del Principe Giorgio IV di Galles per i loro oli per motori.

## Price's Candles Oltreoceano
Nel 1900 Price’s Candles produceva 130 candele di diverse dimensioni; ognuna delle quali poteva essere prodotta in 60 diversi materiali, colori e consistenze. Le candele venivano create per ogni possibile esigenza: carrozze, pianoforte, sala da pranzo, camera da letto, camera oscura fotografica, luce notturna “Burglar’s Horros!” (da accendere in ogni finestra anteriore e posteriore per spaventare i criminali) e tante altre. Negli anni Venti e Trenta Price’s Candles ha progettato le candele “Art-Deco” con candelieri abbinati, candele per torte di compleanno e una gamma di articoli Walt Disney. 
Nel 1910 Price’s Candles acquistò il suo primo stabilimento oltreoceano a Johannesburg e nel 1915 l’azienda possedeva sei stabilimenti tra Sudafrica, Shanghai e Cile. In seguito costruirono fabbriche in Rhodesia, Marocco, Pakistan, Nuova Zelanda e Sri Lanka.

## Rinascita di Price's Candles
Dopo un periodo come società pubblica Price’s Candles diventa un’azienda privata di successo. Tra il 1991 e il 1998 il fatturato è quintuplicato confermando il suo primato di più grande produttore di candele di proprietà britannica. Price’s Candles abbandona il mercato dei lubrificanti e torna a produrre esclusivamente candele. Nel 2001 trasferisce il suo quartier generale a Bedford incorporandovi un magazzino dove si trova ancora oggi. Il 2003 ha visto l’acquisizione di Price’s Candles da parte della società italiana Sgarbi che a sua volta, nel 2004, ha venduto ad un’altra società italiana SER. La maggior parte della produzione di Price’s Candles viene ora effettuata presso la sede centrale della SER a Torino con la vendita e la distribuzione ancora coordinata da Bedford.
In un mercato guidato da consumatori, dove l’80% delle vendite di candele è ad oggi puramente decorativo, l’azienda si è concentrata su nuove gamme: candele profumate, olii essenziali e prodotti per l’aroma terapia. I designer di Price’s Candles fanno sì che, i loro prodotti si adattino ad ogni tipo di interno e situazione. Le candele non sono più solo fonte di luce naturale ma, oggetti estetici, profumati e di grande design.